# Conny Torstensson
Jan Conny Torstensson, detto Conny (Lofta, 28 agosto 1949), è un allenatore di calcio ed ex calciatore svedese, di ruolo attaccante.

## Carriera

### Club

#### Esordio e maturazione in Svezia
Esordì nel 1967 nell'Åtvidabergs FF (ai tempi dotato di uno dei migliori settori giovanili della Svezia) conquistando immediatamente la promozione in Allsvenskan. Gli anni successivi fu una delle colonne dell'epopea d'oro della squadra con cui vinse, tra il 1970 e il 1973, gli unici titoli della formazione di Åtvidaberg, conquistando quattro titoli consecutivi, prima due coppe nazionali (1970-1971, più la finale persa nel 1973) e due edizioni della Allsvenskan (1972-1973, dopo due secondi posti consecutivi). In quel periodo fu compagno di squadra di due altri grandi attaccanti svedesi degli anni settanta, Roland Sandberg e Ralf Edström, che al pari di Torstensson lasciarono la Svezia nella stagione 1973-1974 per approdare rispettivamente al Kaiserslautern e al PSV.
Nelle annate 1970-1971 e 1971-1972 l'Åtvidabergs FF partecipò alle sue due prime (e uniche) edizioni della Coppa delle Coppe, in quanto vincitrice della Coppa di Svezia. Dopo l'eliminazione al turno preliminare nella prima edizione, nel 1972 l'Åtvidaberg arrivò fino ai quarti di finale, dopo aver eliminato i detentori del trofeo del Chelsea: in questa edizione Torstensson segnò anche una rete (nei sedicesimi contro lo Zagłębie Sosnowiec). Due anni dopo la compagine svedese fece il suo esordio ai vertici del calcio europeo: al primo turno della Coppa dei Campioni 1973-1974 l'Åtvidaberg incontrò il Bayern Monaco, la stellare squadra campione di Germania; schierando campioni del calibro di Hoeneß, Beckenbauer, Breitner, Maier e G.Müller i bavaresi erano tra i favoriti del torneo. Dopo una sconfitta in Germania per 1-3, l'Åtvidaberg vinse con il medesimo punteggio in Svezia, con doppietta di Torstensson, il cui 3-0 mise paura ai tedeschi prima del gol di Hoeneß dopo 3 minuti; terminati senza gol i supplementari la partita fu decisa ai rigori, dove la spuntarono 4-3 i tedeschi, evitando una clamorosa eliminazione contro i sorprendenti svedesi. Durante i due match Torstensson impressionò staff e dirigenza del Bayern, che poco dopo lo acquistarono dall'Åtvidaberg per la somma di 580.000 marchi.

#### La consacrazione col Bayern
A partire dalla stagione 1973-1974 Torstensson partecipò da titolare inamovibile al ciclo che vide la squadra tedesca laurearsi per tre volte consecutive campione d'Europa (giocando da titolare le prime 2) e una campione del mondo (oltre allo scudetto 1973-1974); Torstensson, il connazionale Björn Andersson e il danese Johnny Hansen erano gli unici titolari non tedeschi del Bayern in quel periodo. Col Bayern perse anche le due finali di Supercoppa Europea nel biennio 1975-1976. Al 2011 Torstennson detiene il record di Coppe Campioni/Champions League vinte da un calciatore svedese sia giocando la finale (2) sia facendo parte del team vincitore (3).
Torstennson giocò fino al 1977 in 81 incontri di Bundesliga segnando 11 goal; oltre a 4 gol su 12 presenze in Coppa di Germania il suo apporto con la maglia dei bavaresi fu ancora più notevole in Coppa Campioni, dove segnò molti goal importanti (10 in 21 presenze totali). Nel 1973 in particolare (l'edizione iniziata con la maglia dell'Åtvidaberg) segnò una doppietta nell'andata dei quarti contro il CSKA Sofia (nel 4-1 risultato decisivo dato l'1-2 del ritorno) e un gol in entrambi i turni di semifinale (1-1, 3-0 contro l'Újpesti Dózsa). Alla fine del torneo continentale lo svedese ne risultò il vicecapocannoniere (ex aequo con Raoul Lambert) con 6 reti, 2 in meno del compagno di squadra Gerd Müller. Nelle successive due edizioni segnò un gol in ciascuna: da ricordare la rete nel secondo turno del 1976, decisiva per il passaggio del turno, nel 2-0 del Bayern ai connazionali del Malmö FF (vittoriosi 1-0 in Svezia). Nell'ultima partecipazione (1977) segnò 4 gol, risultando secondo a pari merito tra i cannonieri di quell'edizione (ancora una volta dietro a Müller, e Franco Cucinotta).

#### Fine carriera
Dopo una parentesi in Svizzera allo Zurigo, Torstensson tornò al suo club di origine, l'Åtvidaberg, con cui concluse la carriera nel 1980, a 31 anni.

### Nazionale
Esordì in nazionale nel 1972: di lì fino al 1979 giocò quaranta partite segnando sette reti, partecipando alle edizioni 1974 e 1978 dei Mondiali. In particolare nel 1974 aiutò gli Svedesi a superare il primo turno a gironi, e segnò il suo unico gol mondiale nel terzo incontro della seconda fase a gironi contro la Jugoslavia (con entrambe le squadre già fuori dai giochi per le finali). Il Mondiale tedesco fu un grande risultato per la Svezia, che da tempo non otteneva soddisfazioni a livello internazionale: i marcatori mondiali furono proprio i 3 ex-Åtvidaberg: Edstrom (4 reti), Sandberg (2) e come detto Torstensson. Giocò dall'inizio la prima partita del girone, saltò la seconda e subentrò nella terza, per poi riprendersi il posto da titolare per le rimanenti 3 partite del girone di semifinale. L'edizione del 1978 fu invece molto negativa per Torstensson, sia a livello di squadra (la Svezia finì ultima nel girone con 1 punto) sia individuale (una sola presenza da subentrato).

## Allenatore
Nel 1986 allenò l'Åtvidabergs FF.

## Palmarès

### Competizioni nazionali
- Campionato svedese: 2

Atvidaberg: 1972, 1973
- Coppa di Svezia: 2

Atvidaberg: 1970, 1971
- Campionato tedesco: 1

Bayern Monaco: 1973-1974

### Competizioni internazionali
- Coppa dei Campioni: 3

Bayern Monaco: 1973-1974, 1974-1975, 1975-1976
- Coppa Intercontinentale: 1

Bayern Monaco: 1976